# 莱恩采尔
莱恩采尔是德国巴登-符腾堡州的一个市镇。总面积2.11平方公里，总人口2061人，其中男性994人，女性1067人（2011年12月31日），人口密度977人/平方公里。